# Metaleptus hondurae
Metaleptus hondurae är en skalbaggsart som beskrevs av Nonfried 1894. Metaleptus hondurae ingår i släktet Metaleptus och familjen långhorningar.
Artens utbredningsområde är Honduras. Inga underarter finns listade i Catalogue of Life.